# Birger Strandell
Birger Herman Erik Strandell, född 3 februari 1901 i Strömstad, död 9 januari 1993 i Oscars församling i Stockholm, var en svensk läkare.
Birger Strandell var son till apotekaren Herman Strandell. Han avlade studentexamen i Uppsala 1919 och studerade därefter vid universitetet där och blev medicine kandidat 1923, medicine licentiat vid Karolinska Institutet 1927 och medicine doktor där 1936 efter disputation 1934. Efter tjänstgöring som amanuens, underläkare, vikarierande överläkare och klinisk laborator vid Serafimerlasarettet i Stockholm 1928–1936 blev Strandell vikarierande överläkare vid Sankt Eriks sjukhus 1936 och var överläkare vid dess medicinska avdelning 1938–1944. Från 1944 var han överläkare vid medicinska avdelningen vid Sankt Görans sjukhus i Stockholm samt var från 1947 sjukhuset styresman. Han var docent i medicin vid Karolinska Institutet från 1940. 1942–1948 var Strandell chef för Medicinalstyrelsens krigsberedskapsbyrå, och från 1944 var han civilförsvarsöverläkare. Han var ledamot av sjukvårdsberedskapsnämnden, av försvarsmedicinska nämnden och av styrelsen för AB Ceaverken från 1948 samto ordförande i apotekarbefordringsnämnden från 1950. Från 1944 var Strandell ordförande i Bohusläns gille, från 1949 ledamot av Stockholms sjukhusläkareförenings styresmannakollegium och från 1950 styrelseordförande i Svenska föreningen för invärtes medicin. Fram till mitten av 1950-talet utgav han ett sextiotal vetenskapliga skrifter i invärtes medicin och medicinens historia. Från 1945 var han styrelseledamot i Svenska Linnésällskapet. Birger Strandell är begravd på Danmarks kyrkogård.